# لوئیس گومز
لوئیس گومز (به پرتغالی: Luís Gomes) یک منطقهٔ مسکونی در برزیل است که در ریو گرانده شمالی واقع شده‌است. لوئیس گومز ۱۰٬۱۴۶ نفر جمعیت دارد.